# Oliver Bozanic
Oliver John Bozanic (* 8. ledna 1989 Sydney) je australský fotbalista, který hraje jako záložník. Bozanic je momentálně volným hráčem.

## Kariéra
Začal hrát v Anglii. Hrál např. za Reading FC, Melbourne Victory FC, FC Luzern, Central Coast Mariners FC nebo Heart of Midlothian FC.
Sedmkrát hrál za australskou reprezentaci. Účastnil se Mistrovství světa ve fotbale 2014, kde nastoupil do dvou zápasů.